# Idroscalo di Rodi-Mandracchio
L'idroscalo di Rodi-Mandracchio (anche conosciuto come "Rodi-Porto") era un impianto per l'accoglimento di idrovolanti e aerei anfibi situato sull'isola di Rodi in Grecia.

## Storia
Lo scalo, che prese il nome dal porto in cui era situato (Porto Mandracchio  o in greco  Mandraki), era composto da un semplice molo per l'attracco dei mezzi e le operazioni di imbarco. L'ammaraggio ed il decollo avvenivano nello specchio antistante il porto mentre per l'entrata ed uscita dal Mandracchio gli idrovolanti venivano trainati da un rimorchiatore. L'idroscalo iniziò l'attività alla fine degli anni venti con i collegamenti della Società Aerea Mediterranea lungo le rotte Brindisi-Atene  e per Castelrosso. 
A partire dal 1932 a Rodi iniziarono a fare scalo anche i voli delle compagnie inglesi sulle rotte Londra-Cipro-Palestina e Londra-Karachi mentre dal 1934, con la nascita dell'Ala Littoria, vennero impiegati i Savoia-Marchetti S.66 e la rotta da Brindisi venne estesa da Roma ad Haifa. Il governatore delle isole dell'Egeo Cesare Maria De Vecchi aveva un Savoia-Marchetti S.55 personale parcheggiato all'idroscalo che rimase l'aeroporto principale dell'isola fino alla fine degli anni trenta, quando furono completati i lavori dell'aeroporto di Rodi-Marizza.

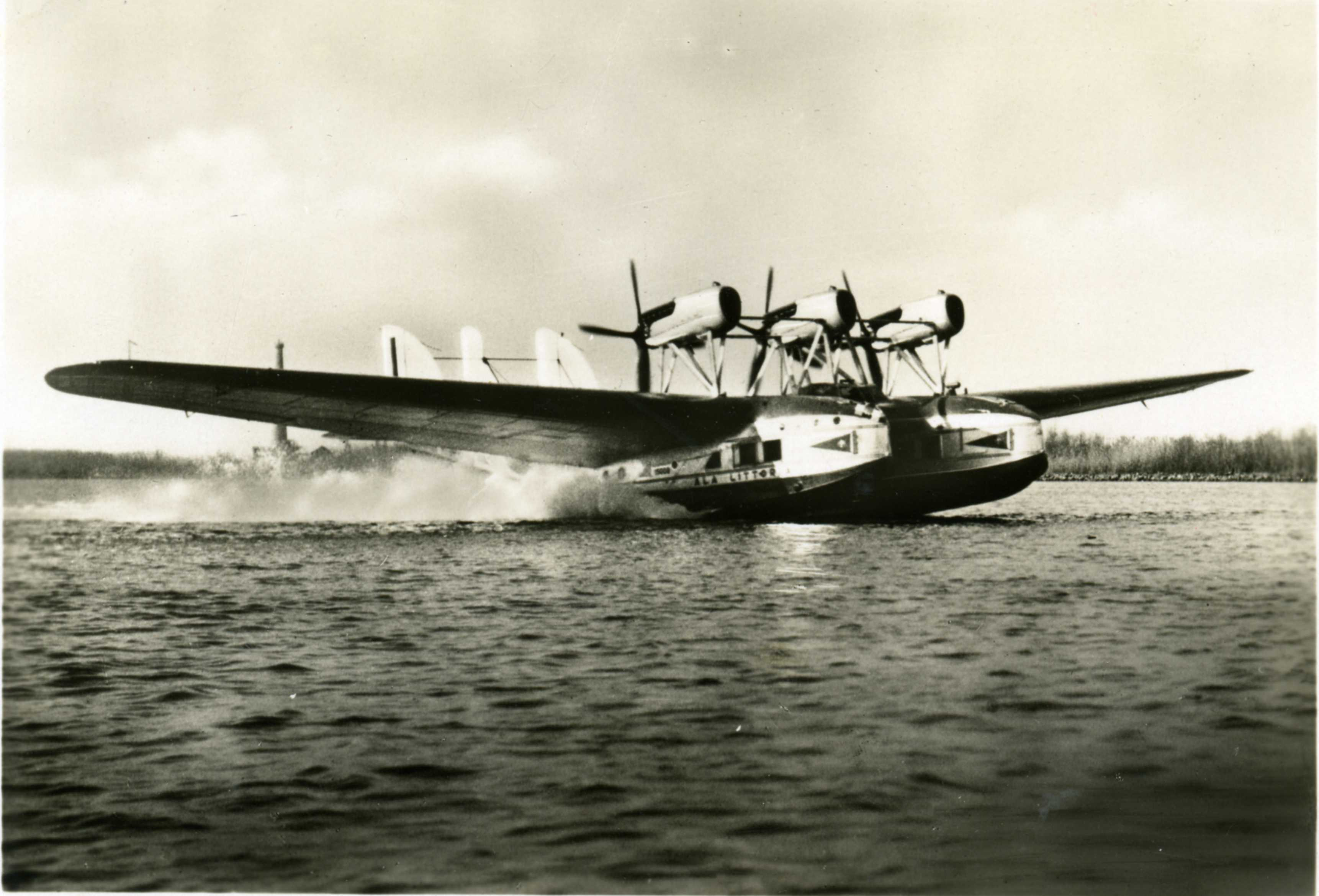
Un Savoia-Marchetti S.66.

## L'incidente del Dornier

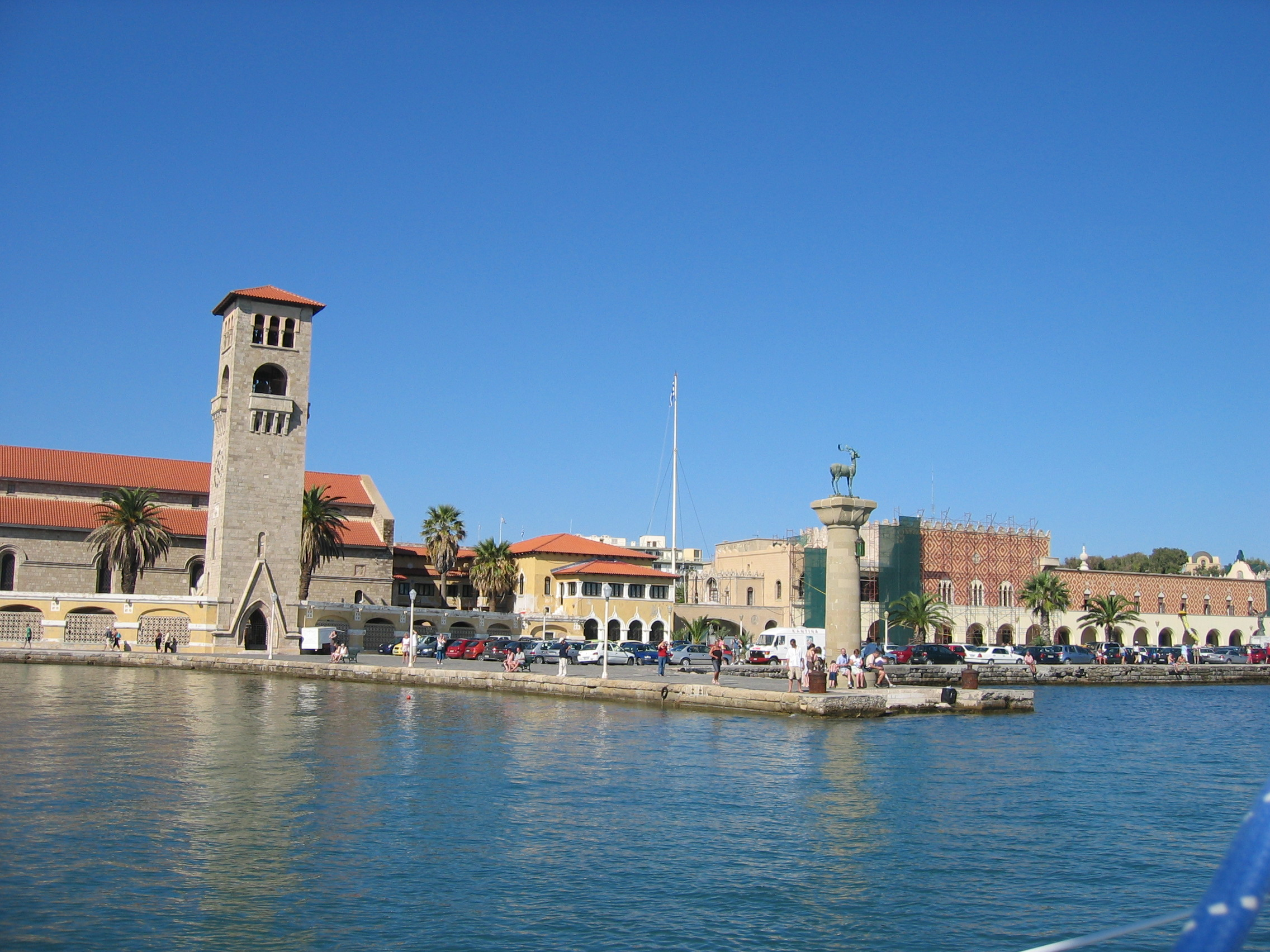
Il porto del Mandracchio.

Il 18 luglio del 1933, alle 15:10, un Dornier Wal con codice di registrazione I-AZEE, della compagnia Aero Espresso Italiana, decollò dall'idroscalo di Atene-Faliro con destinazione Rodi. L'equipaggio, seguendo la procedure standard dell'epoca, iniziò a comunicare la propria posizione via radio ogni dieci minuti ma dopo circa mezz'ora dal decollo nessuna delle stazioni di terra riuscì a stabilire un contatto radio con l'idrovolante. In un primo momento si pensò ad un malfunzionamento dell'apparecchiatura radio o che l'aereo fosse entrato in una zona non comperta dalle trasmissioni ma trascorse le 3 ore necessarie per coprire il tragitto tra Atene e Rodi si chiese conferma alla stazione radio di Syra se avesse ricevuto messaggi da parte di I-AZEE. Solo quando anche la stazione di Syra confermò che l'aereo non si era visto nei cieli dell'isola venne lanciato l'allarme ed i soccorsi. L'ultimo avvistamento dell'idrovolante I-AZEE era avvenuto sopra i cieli tra il capo Sounion e l'isola di Makroniso da parte di alcune navi. Le ricerche furono vane ed i quattro membri d'equipaggio, tra i quali Giorgio Pessi, e due passeggeri non furono mai trovati.